# Zes eeuwen stad Nijkerk
Zes eeuwen stad Nijkerk is een kunstwerk in het centrum van Nijkerk. De sculptuur van drie meter hoog staat de plek waar de Frieswijkstraat, Oosterstraat en Langestraat/Kleterstraat samenkomen. Het beeld is gemaakt door kunstenaar Jan-Carel Koster uit Nijkerkerveen. De onthulling door burgemeester Renkema vond plaats op donderdag 28 mei 2015.
Het beeld werd gemaakt ter gelegenheid van "600 jaar stadsrechten Nijkerk" en verbeeldt het thema Verbinden. Naast de verbinding binnen de gemeente Nijkerk, verbindt het beeld ook heden, verleden en toekomst.
De marmeren steen werd door kunstenaar Jan-Carel Koster uitgezocht in het Spaanse La Romana, vlakbij zijn werkplaats in Catral. De gekleurde steensoort Alicante Rojo is fijnkorrelig marmer en heeft licht roodachtige tinten. De steen woog bij levering 13.000 kg, waarvan bijna de helft werd weggehouwen.

## Symboliek
Basiselementen van het beeld zijn naast de vorm van het cijfer 6, ook de pijpvorm als verwijzing naar de vroegere tabaksindustrie. Daarnaast legt het beeld ook een verbinding met de Zuiderzee met de meerpalen, de veemarkt en de boerenmaandag. In het beeld is een QR-code aangebracht.
In het beeld is ook de Nijkerkse strijd tegen het water te herkennen. De dijk is in het beeld te herkennen aan de ligging aan het water. Aan de zijkant van de sculptuur is het lage waterpeil te zien, de op het plein getekende golven symboliseren de latere hoge waterstanden. In het beeld zijn drie zeilvormige delen zichtbaar die onder en boven in het beeld samenkomen. De zeilvorm legt tevens een verbinding naar drie plaatsen in de gemeente Nijkerk, namelijk Hoevelaken, Nijkerkerveen en Nijkerk zelf, maar ook met het drietal Nijkerkers Kiliaen van Rensselaer, Arent van Corlaer en Arend van Slichtenhorst die tot de stichters van der stad New York behoorden. Hun zeilschip verbond Europa met het pas ontdekte continent Amerika. Het zeil legt bovendien een verbinding naar het verlenen van 'recht op de wind' dat door hertog Reinoud III van Gelre werd geschonken. De oudste molen van Nijkerk stond aan het einde van de Oosterstraat.
658
Op 28 maart 1356 kreeg Nijkerk het recht om dijken te bouwen, dat was ten tijde van de opdracht 658 jaar geleden. De samenstellende cijfers van 658 zijn in het beeld terug te vinden.
De basisvorm 6 is een verwijzing de zes eeuwen stadsrecht.
Het cijfer 5 legt een verbinding met de vijf meerpalen onder in het beeld. Op de veemarkt van Nijkerk stond het vee vastgebonden. De vijf palen staan afgebeeld op een vlak stuk dat het plein verbeeldt. Op dit plein wordt Boerenmaandag gehouden. Het getal vijf verwijst ook naar de vijf rijke boeren die de Nije kerck lieten bouwen: Slichtenhorst, Holk, Ark, Wullenhoeve en Achterhoek. Nije Kerck is later verbasterd tot Nijkerk. Daar deze vijf boeren de stichters van Nijkerk waren, is dit tevens verbeeld door de vijf palen als fundament in het beeld af te beelden.
Boven in het linkerzeil zijn de acht kronkelige slenken van de oude polder Arkemheen te herkennen. Deze sloten hielden hun oude vorm doordat in dit gebied nooit ruilverkaveling heeft plaatsgevonden.